# Helmut Wechselberger
Helmut Wechselberger, nacido el 12 de febrero de 1953 en Jerzens, fue un ciclista profesional austriaco que fue profesional de 1987 a 1989.

## Palmarés
| 1980 - 3.º en el Campeonato de Austria en Ruta 1982 - Vuelta a Renania-Palatinado - Vuelta a Austria, más 1 etapa - Uniqa Classic - 1 etapa del Gran Premio Guillermo Tell 1983 - 2 etapas de la Vuelta a Austria - Giro de las Regiones, más 1 etapa - 2 etapas de la Vuelta a la Baja Sajonia 1984 - Campeonato de Austria en Ruta | 1985 - 1 etapa de la Vuelta a Austria 1986 - Vuelta a Austria, más 1 etapa 1987 - Vuelta a la Baja Sajonia, más 1 etapa - Florencia-Pistoia - Trofeo Alcide Degasperi - 2.º en el Campeonato de Austria en Ruta - 3.º en el Campeonato del mundo en contrarreloj por equipos 1988 - Vuelta a Suiza, más 2 etapas |

## Resultados en las grandes vueltas
| Carrera         | 1987 | 1988 | 1989 |
| --------------- | ---- | ---- | ---- |
| Giro de Italia  | -    | 23.º | -    |
| Tour de Francia | -    | -    | 42.º |
| Vuelta a España | -    | -    | 37.º |
| Mundial en Ruta | -    | 43.º | -    |

-: no participa

Ab.: abandono